# Riksväg 555
Riksväg 555 (norska: Riksvei 555) är en riksväg i Vestland fylke i västra Norge som går mellan staden Bergen i Bergens kommun och Beinastaden i Øygardens kommun. Vägen är 26,1 kilometer lång och asfalterad. Den passerar bland annat genom orterna Gyldenpris, Lyngbø, Loddefjord, Knarrevik och Straume.

## Anslutningar
Riksväg 555 ansluter till:
- Europaväg 16 (vid Bergen)
- Europaväg 39 (vid Bergen)
- Fylkesväg 588 (vid Bergen)
- Fylkesväg 540 (vid Gyldenpris)
- Fylkesväg 558 (vid Gyldenpris)
- Fylkesväg 584 (vid Gyldenpris)
- Fylkesväg 558 (vid Lyngbø)
- Fylkesväg 557 (vid Tennebekk)
- Fylkesväg 558 (vid Tennebekk)
- Fylkesväg 562 (vid Loddefjord)
- Fylkesväg 560 (vid Beinastaden)
- Fylkesväg 561 (vid Beinastaden)

## Bilder

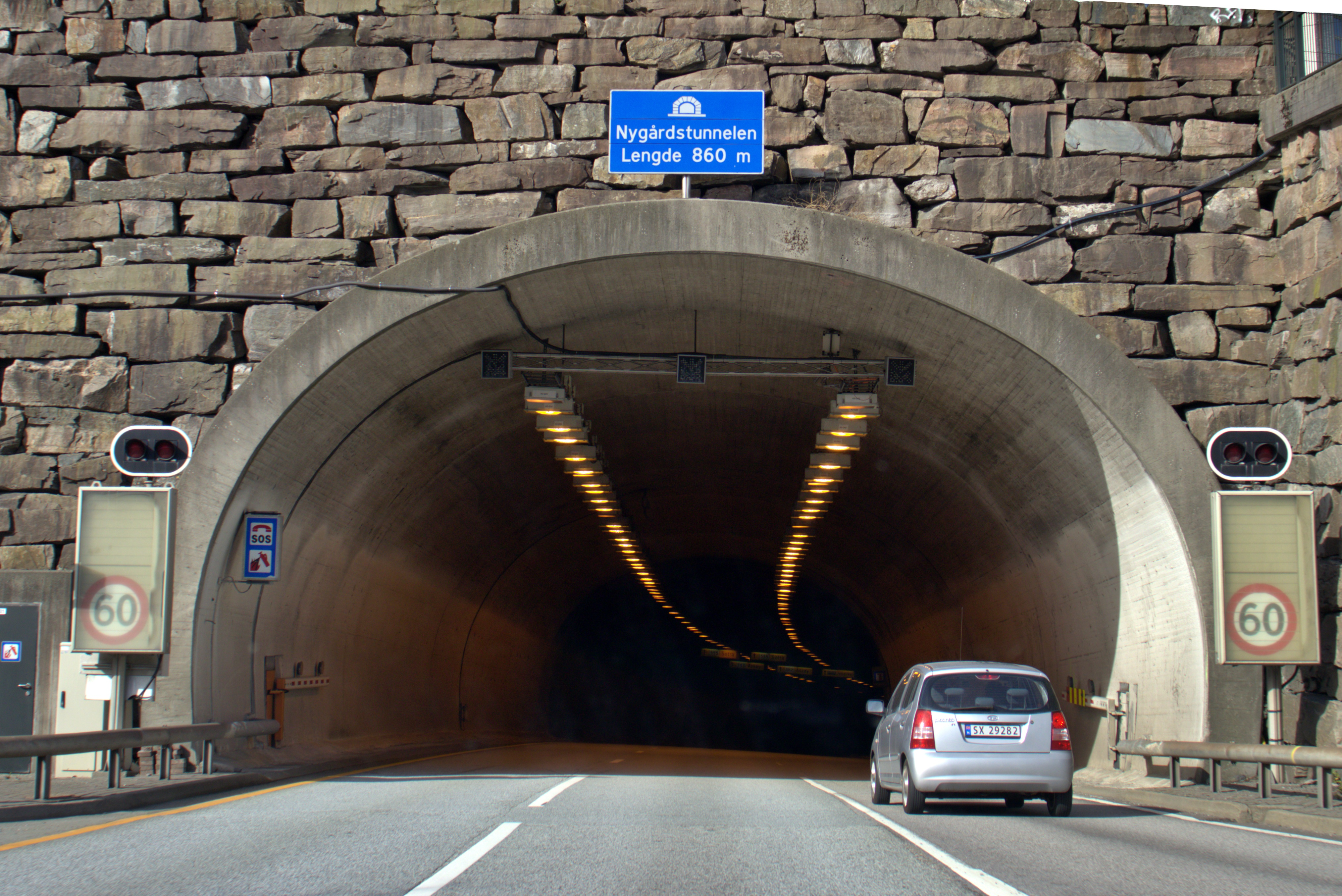
Riksväg 555 vid Nygårdstunneln.
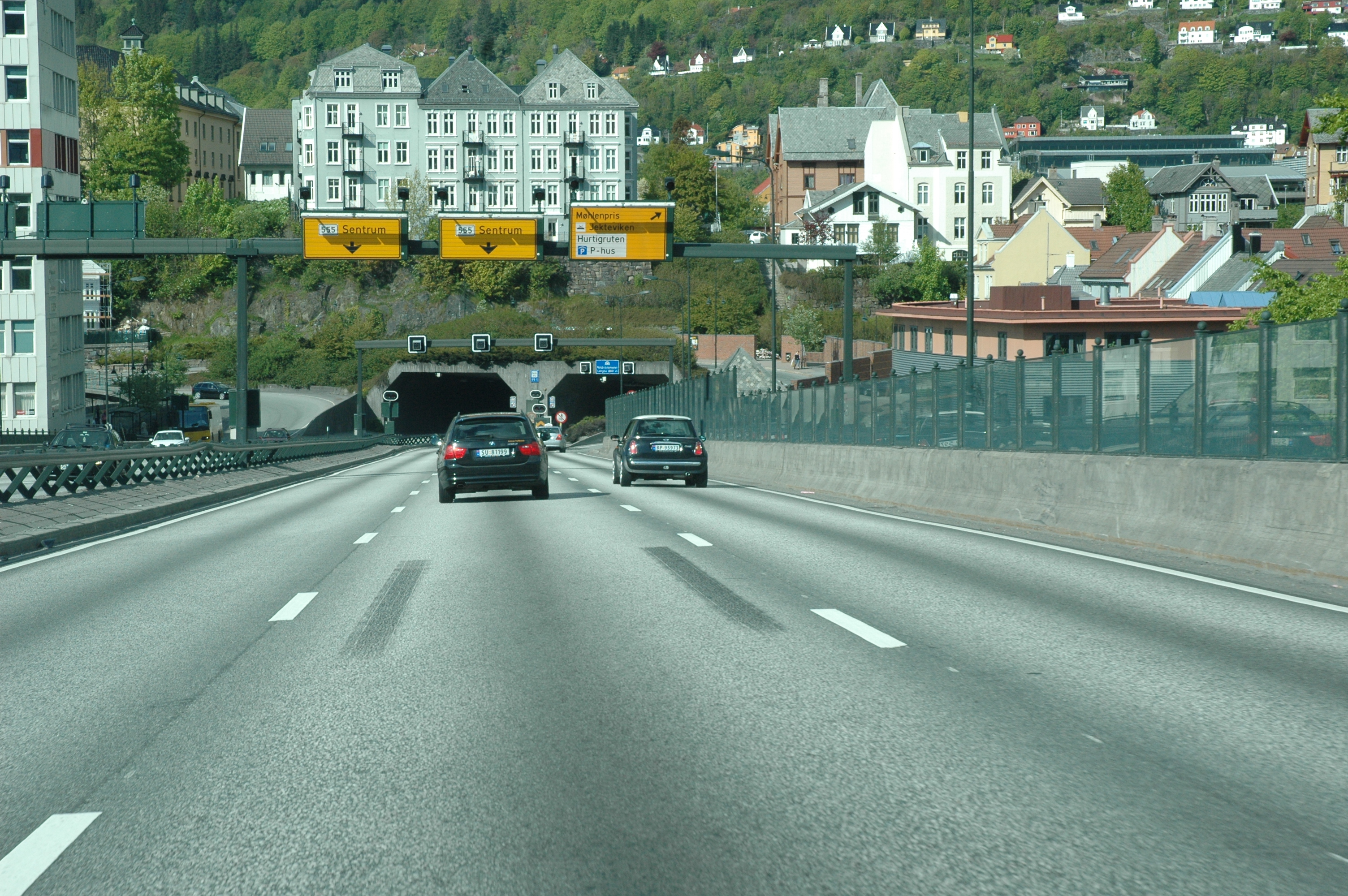
Riksväg 555 vid Puddefjordsbron.
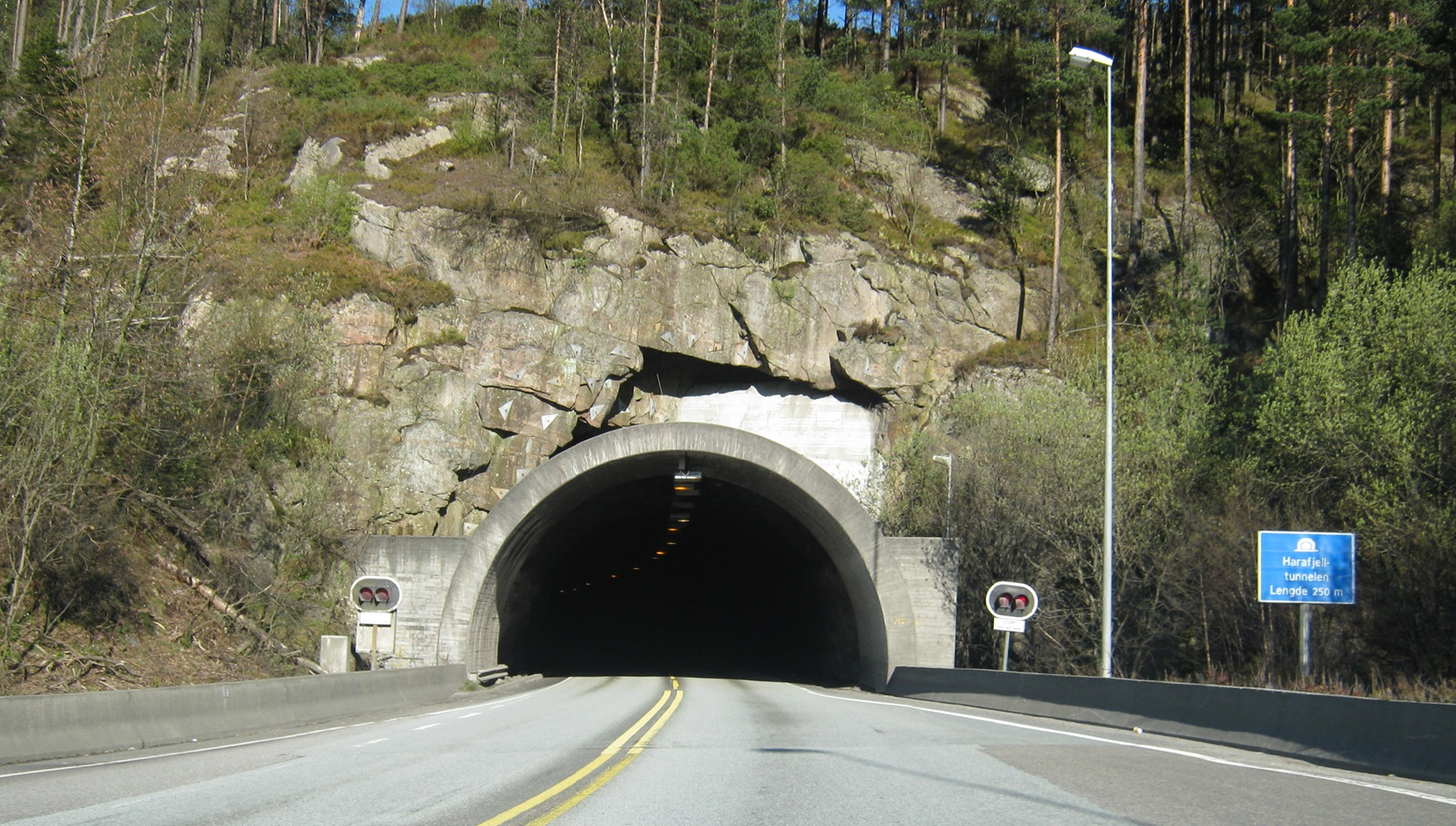
Riksväg 555 vid Harafjellstunneln.
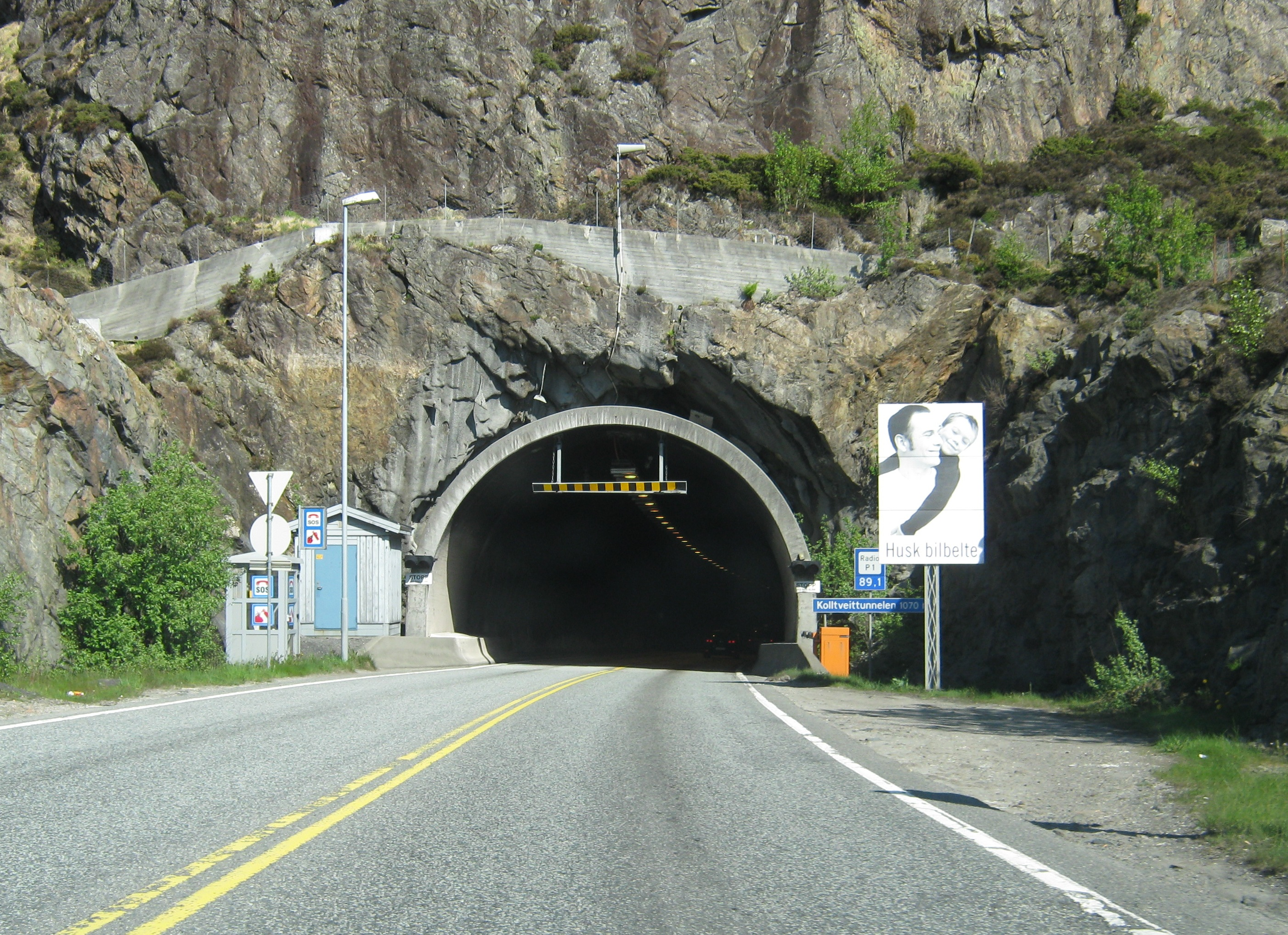
Riksväg 555 vid Kolltveittunneln.
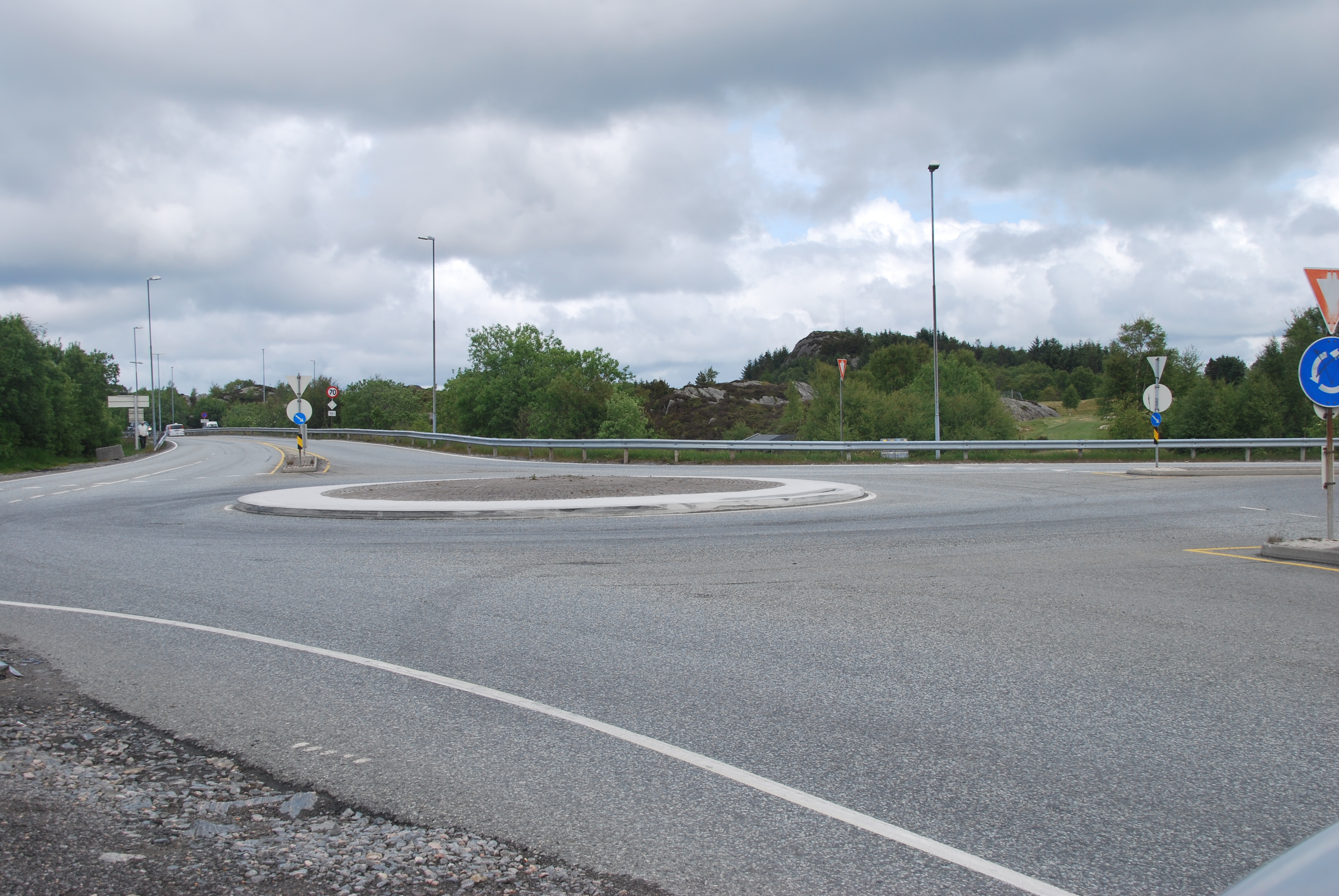
Cirkulationsplatsen där riksväg 555, fylkesväg 560 och fylkesväg 561 möts.